# Miracle (Céline Dion)
Miracle è un concept album della cantante canadese Céline Dion in collaborazione con la fotografa australiana Anne Geddes, che ha curato l'aspetto estetico dell'album. Il disco è stato pubblicato dalla Epic Records il 12 ottobre 2004. È il nono album in inglese di Céline Dion e il trentatreesimo in totale.

## Contenuti e pubblicazione
Miracle fa parte di una collezione multimediale CD-e-book, con la musica di Céline Dion che fornisce la colonna sonora del libro pittorico di Anne Geddes che celebra la gioia dei bambini. Le canzoni sono state prodotte da David Foster, musicista con cui la Dion non lavorava dal 1999.
Fra le tracce dell'album, brani in genere lenti scelti in relazione alla tematica dell'infanzia, ci sono varie cover:
- Beautiful Boy di John Lennon;
- What a Wonderful World di Louis Armstrong (già presente in versione live in A New Day... Live in Las Vegas);
- The First Time Ever I Saw Your Face di Roberta Flack (incluso dalla Dion già nel suo greatest hits, All the Way... A Decade of Song);
- Brahms' Lullaby di Johannes Brahms (incisa nel 1996 per la compilation For Our Children Too a favore della fondazione pediatrica per malati di AIDS e inclusa nel 1998 nell'album natalizio These Are Special Times);
- If I Could di Nancy Wilson (già presente in versione live in A New Day... Live in Las Vegas);
- Le loup, la biche et le chevalier (une chanson douce) di Henri Salvador (canzone interpretata da Céline in duetto con Henri Salvador nell'ottobre 2003, durante lo speciale televisivo dedicato all'album 1 fille & 4 types);
- Baby Close Your Eyes di Carol Welsman e Romano Musumarra.

Tutte le altre tracce sono canzoni inedite come la title track, scritta nel 2001 per l'album A New Day Has Come per celebrare la nascita del figlio di Céline, René-Charles, ma la canzone non fu più pubblicata sul disco.
Alcune tracce sono state precedentemente pubblicate su altri album della Dion, oltre a quelli prima elencati ci sono A Mother's Prayer, una versione solista di The Prayer, originariamente registrata in duetto con Andrea Bocelli per l'album These Are Special Times.
Miracle è stato rilasciato in tre diversi formati:
- CD;
- CD / DVD + libretto di 60 pagine;
- libro con copertina rigida, di 180 pagine + CD / DVD.

La traccia Je lui dirai, disponibile in precedenza su 1 fille e 4 types, è stato inclusa come bonus track e resa disponibile solo nei paesi francofoni.

## Singoli
Beautiful Boy è stato pubblicato come primo singolo in Nord America e in alcune paesi d'Europa. È stato seguito da In Some Small Way negli Stati Uniti e in Canada. Je lui dirai è stato pubblicato come singolo nei paesi francofoni, mentre la title track è stata emessa come singolo nel Regno Unito e in alcuni paesi dell'Asia. Tutte queste canzoni sono state rilasciate come singoli radio senza l'accompagnamento di video clip.

## Recensioni da parte della critica
Miracle ha incontrato delle recensioni contrastanti. AllMusic ha detto che "è il disco più silenzioso che la Dion abbia registrato, un imperdibile album adult contemporary che mantiene il suo umore gentile dall'inizio alla fine, come se fosse una prolungata ninna nanna. La Dion modera considerevolmente la sua voce istrionica... lei libera le sue note alte ma non è così pirotecnica, qui non ci sono esibizioni eclatanti... che serve abbastanza bene questa collezione di classici e nuove canzoni."

## Successo commerciale
Miracle ha debuttato nelle top ten di molti paesi, raggiungendo la posizione numero uno in Canada e in Belgio Vallonia. Ha debuttato alla numero quattro negli Stati Uniti con 107 000 copie vendute. Ha inoltre debuttato in quarta posizione in Francia e nei Paesi Bassi, alla numero cinque nel Regno Unito, alla numero sei in Svizzera e alla numero 9 in Grecia. Miracle ha stabilito un record negli Stati Uniti, trascorrendo 18 settimane consecutive nella prima posizione della classifica Billboard Top Kid Audio.
L'album è stato certificato disco di platino negli Stati Uniti e disco d'oro nel Regno Unito, Francia, Svizzera, Italia e Belgio. Tre mesi dopo la sua uscita, il CD Miracle ha venduto oltre due milioni di copie in tutto il mondo. Anche il pacchetto libro + CD / DVD ha avuto successo, raggiungendo le 500 000 copie vendute.

## Tracce

### Miracle
1. Miracle – 3:37 (Steve Dorff, Linda Thompson)
2. Brahms' Lullaby – 3:32 (Johannes Brahms)
3. If I Could – 4:46 (Ron Miller, Ken Hirsch, Marti Sharron)
4. Sleep Tight – 4:39 (Richard Page, Jon Lind, John Lang)
5. What a Wonderful World – 3:47 (George David Weiss, Bob Thiele)
6. My Precious One – 3:50 (Peer Åström, Stephanie Bentley)
7. A Mother's Prayer – 3:41 (David Foster, Carole Bayer Sager)
8. The First Time Ever I Saw Your Face – 4:10 (Ewan MacColl)
9. Baby Close Your Eyes – 3:24 (Carol Welsman, Romano Musumarra)
10. Come to Me – 4:33 (Beverley Mahood, Thomas Wade)
11. Le loup, la biche et le chevalier (une chanson douce) – 3:13 (Maurice Pon, Henri Salvador)
12. Je lui dirai (French edition bonus track) – 3:57 (Jean-Jacques Goldman)
13. Beautiful Boy – 3:53 (John Lennon)
14. In Some Small Way – 5:06 (Page, David Tyson)

### Miracle(Limited Edition bonus DVD)
L'edizione limitata dell'album contiene un DVD bonus che mostra la sessione di registrazione del disco.
1. The Making of Miracle – 20:00